# 古德拉特·烏拉赫·沙布
古德拉特·烏拉赫·沙布（或稱古德拉特烏拉赫·沙布，1917年2月26日—1986年7月24日），巴基斯坦烏爾都語文學作家及公務員。沙布曾擔任三位巴基斯坦國家元首（古拉姆·穆罕默德、伊斯坎德爾·米爾扎、阿尤布·汗）的首席秘書，並成為了巴基斯坦史上任期最長的首席秘書。在1962年，他亦擔任巴基斯坦駐荷蘭大使，後來亦曾成為巴基斯坦信息部長和巴基斯坦教育部長。

## 生平
古德拉特·烏拉赫·沙布於1917年2月26日在吉爾吉特出生。他的父親是阿布杜拉·沙布，阿布杜拉·沙布曾就学于穆罕默德盎格鲁东方学院，是賽義德·艾哈默德·汗管理之下的一名導師，他後来定居於吉爾吉特。
在古德拉特·烏拉赫·沙布16歲的時候，他在倫敦的“讀者文摘”舉行的國際比賽中，以一篇個人撰寫的文章參賽，並成功獲得頭獎，開始受到关注。1941年，成為第一位從查謨-克什米爾邦出生並獲得印度公務員資格的穆斯林。他後來在印巴分治後移居至卡拉奇。1956年1月，沙布在卡拉奇成立了巴基斯坦作家協會，並以英語和烏爾都語出版了當代報紙和雜誌。

## 神秘人格
在古德拉特·烏拉赫·沙布所編寫的自傳Shahab Nama的最後一章中，暗示了一個他曾稱為Ninety的一個作為他的精神嚮導的人格。在Shahab Nama出版之後，即是在沙布死後，穆塔茲·穆夫提寫了关于他的自傳，Alakh Nagri，並公開討論了沙布的生活隱藏特徵。穆夫提在這本書的前言中寫道：
「自從沙布在Shahab Nama的最後一章中揭開自己的秘密之後，我發現沒有理由不分享我目睹的關於沙布的神秘人格的經歷」 – （翻譯自烏爾都語原文）

## 逝世與遺產

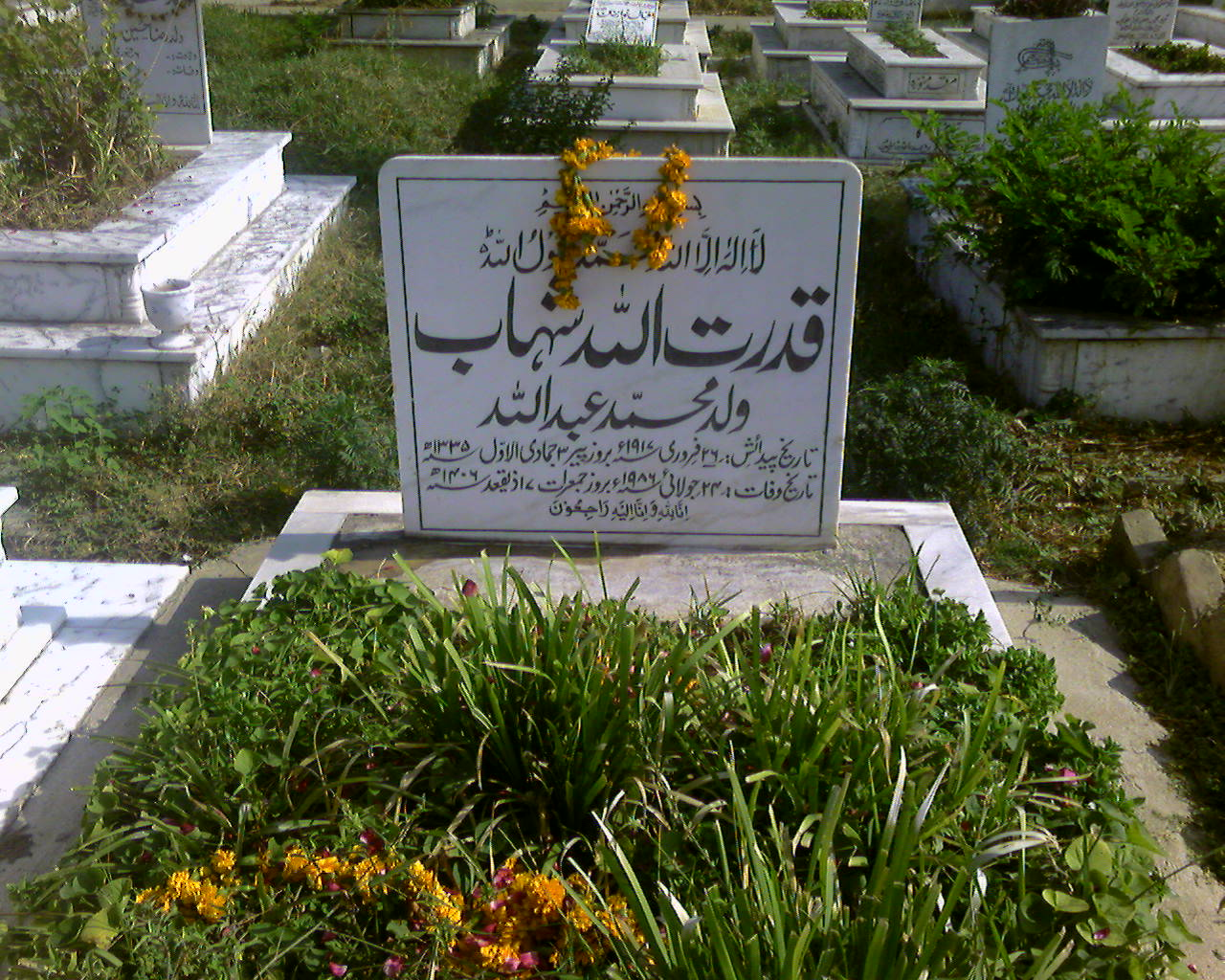
沙布在伊斯蘭堡H-8墓地的墳墓

1986年7月24日，古德拉特·烏拉赫·沙布於巴基斯坦伊斯蘭堡逝世，享年69歲。其遺體被埋葬在伊斯蘭堡的H-8墓地。
穆塔茲·穆夫提以他的故事作為自傳Alakh Nagri，後來又撰寫了另一本書Labbaik。寶萊娜·卡德賽亦寫了一本書Mard-e-Abresham，書中講述了關於沙布的個性。而關於古德拉特·烏拉赫·沙布的一系列文章就在Zikr-e-Shahab該書中編寫。
為紀念古德拉特·烏拉赫·沙布的系列，巴基斯坦郵政在2013年3月23日發行了一張“Men of Letters”的15盧比郵票。

## 著作
- Shahābnāmah（شہاب نامہ）－自傳
- Ya khuda（یا خُدا）－小說
- Mān jī（ماں جی）－短篇小說
- Surkh fītāh（سُرخ فِیتہ）－短篇小說
- Nafsāne（نفسانے）－短篇小說
- Shahāb nagar（شہاب نگر）－文學雜記
- Pathans－一篇關於普什圖人的文章

## 外部連結
- 古德拉特·烏拉赫·沙布的墳墓來自Daily Times
- Shahab Nama的英文版木
- ShahabNama的聆聽版木